# Сим (приток на Белая)
Сим (на руски: Сим; на башкирски: Эҫем) е река в Челябинска област и Република Башкортостан на Русия, десен приток на Белая (ляв приток на Кама, ляв приток на Волга). Дължина 239 km. Площ на водосборния басейн 11 700 km².
Река Сим води началото си от северния склон на хребета Ашмар, в планината Южен Урал, на 610 m н.в., в крайната западна част на Челябинска област. В горното си течение (до град Аша) тече в северна и западна посока и е типична планинска река с тясна, дълбока и залесена долина и бурно течение. В средното и долното течение (на територията на Република Башкортостан) течението ѝ става спокойно, долината и широка, със заблатена заливна тераса, а посоката ѝ – югозападна. Почти по цялото си протежение Сим тече през райони със силно развит карстов релеф и по време на маловодие в средното си течение, на протежение около 40 km тече подземно. Влива се отдясно в река Белая (ляв приток на Кама), при нейния 561 km, на 87 m н.в., срещу село Симски, в централната част на Република Башкортостан. Основни притоци: леви – Лемеза (119 km), Инзер (307 km); десни – Аша (59 km). Има смесено подхранване с преобладаване на снежното с ясно изразено пролетно пълноводие в края на април. Среден годишен отток в средното течение, на 103 km от устието 47,9 m³/s, в устието – 145 m³/s.. Заледява се през ноември, а се размразява през април. В горното ѝ течение, на територията на Челябинска област са разположени градовете Сим, Миняр и Аша, а в средното и долното – предимно малки села на територията на Република Башкортостан.